# Claudia Koch (Herpetologin)
Claudia Koch (* 1980) ist eine deutsche Herpetologin.

## Leben
Im Mai 2000 machte Koch ihr Abitur am Gymnasium am Ölberg in Königswinter-Oberpleis. Ab Oktober 2000 studierte sie Biologie, Zoologie, Paläontologie und Geographie an der Rheinischen Friedrich-Wilhelm-Universität Bonn, wo sie im März 2006 mit der Arbeit The amphibians and reptiles of the Tumbesian dry forest region of Northern Peru unter der Leitung von Wolfgang Böhme diplomiert wurde. Nach einem Doktoratsstudium an der Rheinischen Friedrich-Wilhelm-Universität Bonn ab April 2008 wurde sie im Februar 2014 mit der Dissertation The Herpetofauna of the Peruvian dry forest along the Andean valley of the Marañón River and its tributaries, with a focus on endemic iguanians, geckos and tegus (Squamata: Iguanidae, Phyllodactylidae, Teiidae) zum Doktor der Naturwissenschaften promoviert. Seit Juni 2014 ist sie Kuratorin in der herpetologischen Abteilung sowie Strahlenschutzbeauftragte und Micro-CT-Beauftragte am Museum Koenig in Bonn.
Koch befasst sich mit der Systematik, Taxonomie, Biogeographie, Phylogenese, Ökologie und Schutz von Reptilien und Amphibien, mit besonderem Schwerpunkt auf der neotropischen Herpetofauna in Peru. Zu ihren Forschungsprojekten zählen die Phylogenie der Amerikanischen Lanzenottern (Bothrops), die Systematik der Blindschlangen, die Biodiversität der Herpetofauna in den Andentälern, die Artenvielfalt bei neotropischen Buntleguanen (Polychrus) sowie die Herpetofauna in den Trockenwäldern Perus. 
Koch war an mehreren Erstbeschreibungen von Schuppenkriechtierarten und Amphibien aus Mittel- und Südamerika beteiligt.
Koch ist Präsidiumsmitglied der Deutschen Gesellschaft für Herpetologie und Terrarienkunde sowie Mitglied der Societas Europaea Herpetologica, der Alexander-Koenig-Gesellschaft, der Gesellschaft für Biologische Systematik und der Association for Tropical Biology & Conservation.

## Erstbeschreibungen von Claudia Koch
- Ameiva aggerecusans
- Ameiva nodam
- Bothrops sonene
- Echinosaura fischerorum
- Epictia antoniogarciai
- Epictia septemlineata
- Epictia rioignis
- Epictia vanwallachi
- Epictia venegasi
- Epictia vonmayi
- Neacomys marci
- Noblella naturetrekii
- Phyllodactylus delsolari
- Phyllodactylus pachamama
- Phyllodactylus thompsoni
- Phyllopezus maranjonensis
- Polychrus jacquelinae
- Stenocercus omari
- Tantilla tjiasmantoi